# N'Djaména
Pour la sous-préfecture du Tchad, voir N'Djamena-Fara.
N'Djaména (étymologiquement « Nous nous sommes reposés » ; en arabe : انجمينا, Injamīnā ; appelée Fort-Lamy avant 1973) est la capitale administrative et la plus grande ville de la république du Tchad. Sa population compte plus de 1 092 066 habitants (estimation de 2012). Elle est la deuxième capitale économique du pays (derrière la ville de Moundou) et vit une croissance économique sans précédent depuis l'avènement de l'ère pétrolière au Tchad le 10 octobre 2003, et grâce à la pérennisation de la paix dans le pays depuis 2009. Néanmoins, l'instabilité dans les pays voisins (Nigeria, Cameroun, Libye, République centrafricaine) empêche la ville de profiter pleinement de son vrai potentiel et de ses deux atouts que sont l'exportation du bétail (au Nigeria principalement) et le lac Tchad (grenier agricole, gisements pétroliers identifiés mais non exploitables à cause de Boko Haram).
La ville a longtemps souffert du manque d'électricité, mais de nouvelles centrales ont permis d'améliorer significativement la fourniture en énergie. Elle souffre également d'une croissance démographique exceptionnelle due à l'exode rural, qui oblige les autorités à investir de façon massive dans les infrastructures. Les populations nouvelles, désœuvrées pour la plupart, vivent souvent à la périphérie de la ville, où les services de l'État sont inexistants.
L'essor économique tchadien de la décennie 2003-2013 y reste visible. Les chantiers innombrables ont néanmoins été fortement affectés par la récession de 2016-2017, due à la chute des prix du pétrole. La Banque mondiale et le Fonds monétaire international (FMI) ont annoncé le 28 avril 2015 que le pays avait atteint le point d'achèvement de l'initiative pays pauvres très endettés.

## Situation
N'Djaména est située au centre-ouest du pays, au confluent du fleuve Chari et de la rivière Logone, sur la rive droite du Chari. Trois ponts relient N'Djaména à la rive gauche du Chari : deux à Chagoua dont un à voie unique (le pont de Chagoua), un à double voie (le pont de Taiwan). La ville camerounaise de Kousséri est située à environ dix kilomètres de N'Djaména, sur la rive gauche de la rivière Logone, qui marque la frontière et qui est accessible par le pont de N'gueli.
N'Djaména se situe à une centaine de kilomètres, à vol d'oiseau, au sud du lac Tchad.
Bien qu'excentrée, N’Djamena est le principal nœud de communication du Tchad. Les principales routes goudronnées du pays s'organisent autour de la capitale. N'Djaména est ainsi située à 450 km de la seconde ville du pays Moundou, et à 750 km d'Abéché, la plus grande ville de l'Est du Tchad.

## Histoire
N'Djaména a été fondée par l'explorateur et administrateur français Émile Gentil le 29 mai 1900 sur l'emplacement d'un petit village kotoko sous le nom de Fort-Lamy, en souvenir du commandant François-Joseph-Amédée Lamy, décédé à la bataille de Kousséri quelques jours plus tôt. Le 6 novembre 1973, pendant sa campagne d'Authenticité, le premier président tchadien François Tombalbaye la renomme N'Djaména, du nom d'un village arabe voisin (Am Djamena, signifiant « le lieu où l'on se repose »).
La ville a subi de lourdes destructions en 1979 et surtout en 1980 au moment de la deuxième guerre civile communément appelée la « guerre de Tizah chuhur ». Une bonne partie de la population d'origine méridionale a alors quitté la ville.
N’Djaména s'est fortement peuplée depuis, sans grands travaux d'aménagement ni même de réparation. Les infrastructures existantes ne sont pas suffisantes (voirie, alimentation en eau, drainage, ordures ménagères, électricité).
Le 2 février 2008, la bataille de N'Djaména se déroule dans le contexte de la guerre civile qui déchire le pays depuis 2005 : des rebelles parviennent à entrer dans la capitale et se dirigent vers le palais présidentiel, où se déroulent alors d'importants combats avec les forces gouvernementales. Après deux jours de combat, le président Idriss Déby Itno, qui dispose d'un avantage matériel certain sur ses adversaires car il peut aligner trois hélicoptères et plusieurs chars T-55, repousse les rebelles et sauve son gouvernement. Ces derniers ne concèdent toutefois pas de défaite et battent alors en retraite vers Mongo et Bitkine.

## Administration
N'Djaména est la capitale et la plus grande ville du Tchad. Depuis 2002, elle a un statut particulier. Devenue une région cette même année, elle est divisée en dix arrondissements municipaux et 64 quartiers.
| Arrondissement     | Quartiers (nbre) | Population (2009) | Noms des quartiers |
| ------------------ | ---------------- | ----------------- | --- |
| 1er arrondissement | 17               | 75 203            | Allaya • Amsinéné • Ardeb-Timan • Djougoulier • Farcha • Madaga • Ethiopie • Terde-glog • Bouta-alwali • Guimeye • Karkandjeri • Madjorio • Massil Abcoma • Milezi • Zaraf • Adré • Djaali |
| 2e arrondissement  | 5                | 59 260            | Bololo • Djambal Ngato • Goudji • Klémat • Mardjandaffack • Djambalbarh |
| 3e arrondissement  | 6                | 40 928            | Ambassatna • Ardep Djoumal • Gardolé1 • Kabalaye • Sabangali |
| 4e arrondissement  | 5                | 72 067            | Blabline • Naga I • Naga II • Repos |
| 5e arrondissement  | 3                | 100 948           | Am-Riguebé • Champ de Fils • Ridina |
| 6e arrondissement  | 2                | 45 500            | Moursal • Paris-Congo |
| 7e arrondissement  | 10               | 223 231           | Ambatta • Amtoukougne • Atrone • Boutalbagara • Chagoua • Dembé • Gassi • Habena • Kilwiti • Kourmanadji                                                                                   |
| 8e arrondissement  | 6                | 184 641           | Angabo • Diguel • Machaga • Ndjari • Zaffaye-Est • Zaffaye-Ouest |
| 9e arrondissement  | 7                | 75 593            | Digangali • Gardolé 2 • Kabé • Ngoumna • Ngueli • Toukra • Walia |
| 10e arrondissement | 10               | 74 047            | Achawayil • Djaballiro • Fondoré • Gaoui • Goudji-Charaffa • Gozator • Hillé Houdjaj • Lamadji • Ouroula • Sadjeri                                                                         |
| N'Djaména          | 64               | 951 418           | |

## Démographie
En 1911, l'agglomération comptait 4 000 habitants, vivant dans quatre quartiers, non compris celui des Européens. Deux groupes d'importance numérique égale se détachent alors, chacun comptant 700 personnes : les Arabes et les Saras.
La population de N'Djaména est de 951 418 habitants en 2009 (RGPH 2009).
| 1937  | 1940   | 1947   | 1968    | 1993    | 2005    | 2009    | 2012      |
| ----- | ------ | ------ | ------- | ------- | ------- | ------- | --------- |
| 9 976 | 12 552 | 18 375 | 126 483 | 529 555 | 721 000 | 951 418 | 1 092 066 |

Composition ethno-linguistique en 1993 : (groupes représentant plus de 2 % de la population, RGPH 1993)
- Ngambays : 14,41 % ;
- Arabes : 11,08 % ;
- Ouaddaïs : 9 % ;
- Hadjaraïs : 7,15 % ;
- Haoussas : 7 % ;
- Dazas : 6,97 % ;
- Boulalas : 5,83 % ;
- Kanembous : 5,80 % ;
- Marbas : 8,84 % ;
- Kanouris : 4,39 % ;
- Gores : 3,32 % ;
- Koukas : 3,10 % ;
- Toupouris : 3,05 % ;
- Sharas : 2,24 % ;
- Barmas : 2,10 % ;
- Zakhawas : 6,10 %.

## Climat
N'Djaména a un climat aride, proche de celui de Khartoum. Les précipitations sont nulles pendant 5 mois de l'année de novembre à mars tandis que les mois de juillet et août sont bien arrosés avec respectivement 144 mm et 175 mm.
| Mois                              | jan. | fév. | mars | avril | mai  | juin | jui. | août  | sep. | oct. | nov. | déc. | année |
| --------------------------------- | ---- | ---- | ---- | ----- | ---- | ---- | ---- | ----- | ---- | ---- | ---- | ---- | ----- |
| Température minimale moyenne (°C) | 14,3 | 16,6 | 21   | 24,8  | 25,8 | 24,7 | 23,1 | 22,4  | 22,7 | 21,8 | 17,8 | 14,8 | 20,8  |
| Température maximale moyenne (°C) | 32,4 | 35,2 | 38,7 | 41    | 39,9 | 37,2 | 33,5 | 31,6  | 33,7 | 36,9 | 35,8 | 33,5 | 35,8  |
| Précipitations (mm)               | 0    | 0    | 0,3  | 10,3  | 25,8 | 50,3 | 144  | 174,4 | 84,3 | 20,3 | 0,1  | 0    | 509,8 |

### Inondations en 2022
En octobre 2022, le Tchad connait des inondations parmi les pires de son histoire (8,14m de hauteur du Chari, 9,10m en 1961). De nombreuses cultures ont été détruites et des milliers de bêtes d’élevage ont été emportées, tandis que les populations ont dû fuir devant la montée des eaux. En plus de la problématique de l’insécurité alimentaire déjà existante, la situation inquiète l’OMS qui craint une catastrophe sanitaire (paludisme, choléra…). Le réchauffement climatique est responsable de ce phénomène dramatique.

## Transports

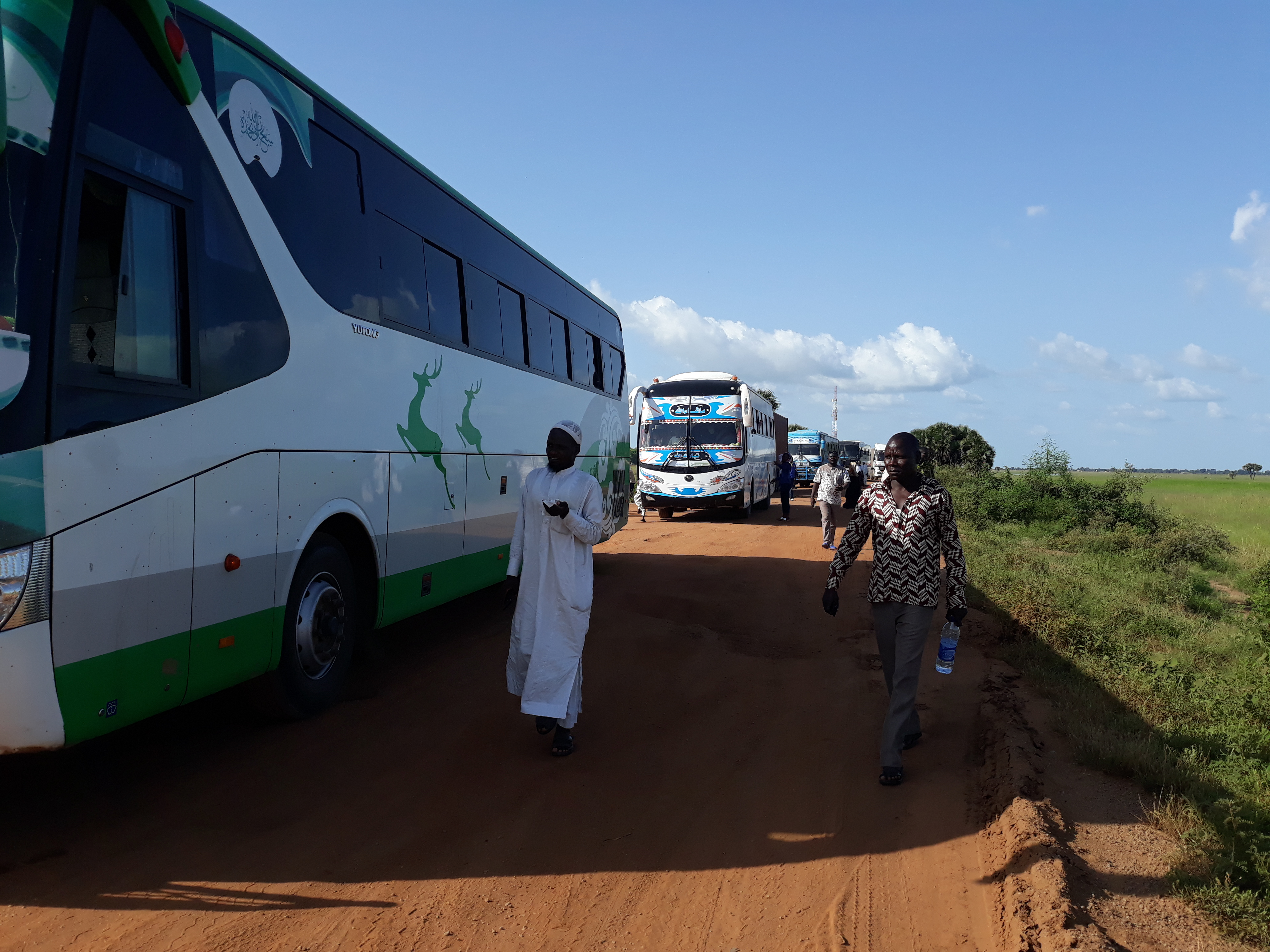
Bus de transport inter-urbain à N'Djamena.

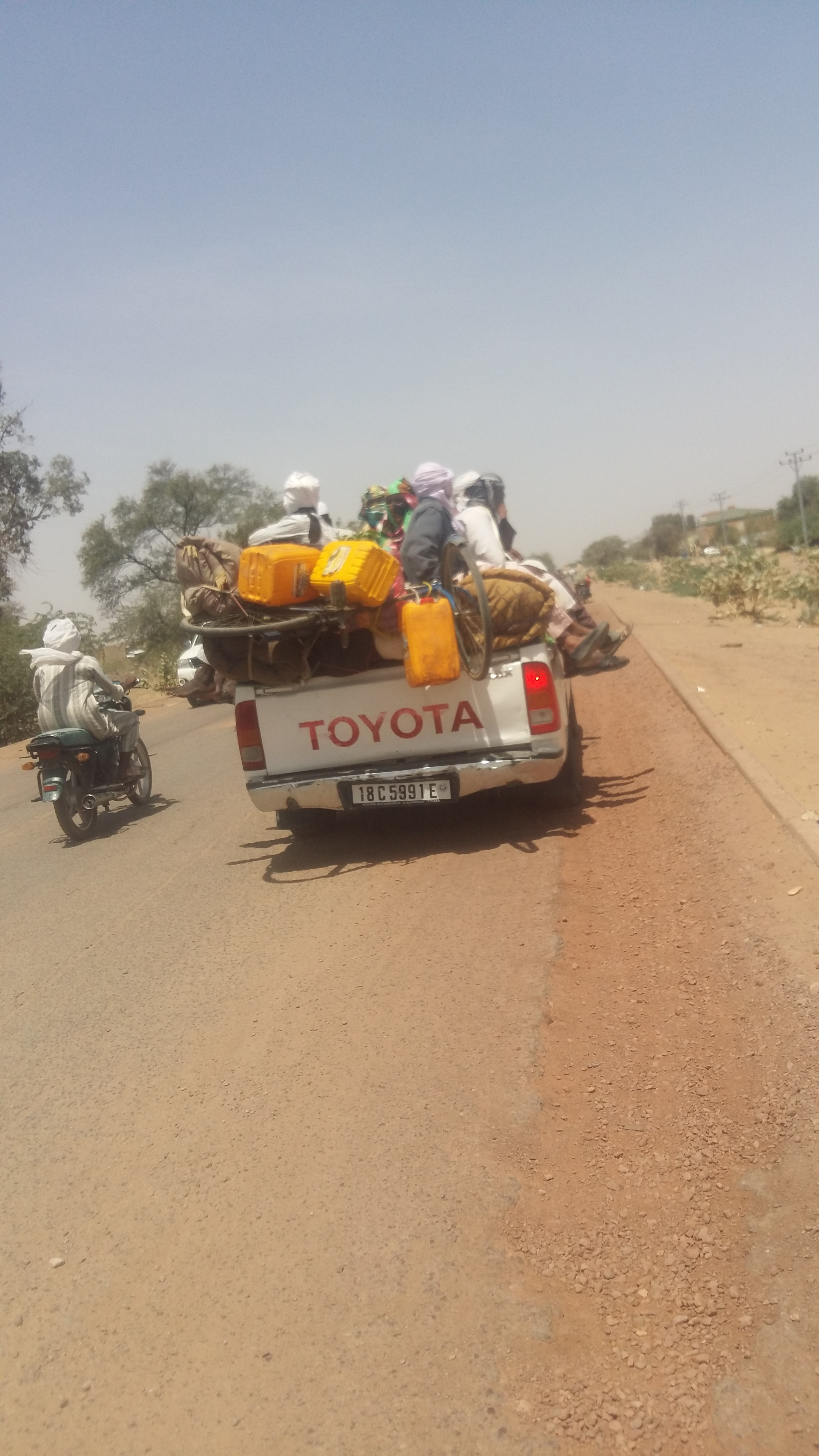
Transport routier à Goudji (IIe arrondissement).

Etant la capitale dynamique du Tchad, N'Djaména est le cœur économique et culturel du pays. Comme toute grande métropole, la question des transports y est cruciale, tant pour le quotidien de ses habitants que pour son développement économique. Il y a plusieurs modes de transports dont:
- Transport en commun: Généralement se fait en minibus appelé aussi "Car" et en taxi collectifs, ils sont très courants et jouent un rôle vital dans la mobilité urbaine. Les taxi sont généralement plus rapides et plus flexibles mais un peu plus cher que les minibus. Cependant, l'état de ces derniers, leur sécurité et aussi leur confort laissent parfois à désirer.
- Transport individuel: Ce genre de transport se fait en taxi individuel et en mototaxi appelé aussi "Clando ou Klando", ils offrent tous les deux un service porte-à-porte pratique mais peuvent être couteux pour une utilisation régulière. Cependant les mototaxi sont très populaires, économiques, rapides et surtout moins couteuses pour les trajets courts mais perçues comme moins sûres.
- Transport informel:  Dans certaines zones, les charrettes tirées par des chevaux et les cabrouets/pousse-pousse appelé "Pouss" restent des moyens de transport importants, notamment pour les marchandises et les trajets courts.

Il y a aussi trois routes transafricaines qui traversent N'Djaména:
- Transafricaine 3, Tripoli - Le Cap
- Route trans-sahélienne, Dakar - N'Djaména
- Transafricaine 6, N'Djamena - Djibouti

La ville est reliée par le transport aérien avec l’Aéroport international de N'Djaména (code AITA = NDJ) mais aussi par le transport terrestre qui relie N'Djamena au port de Douala ou celui de Cotonou.

## Économie
N’Djaména est souvent considérée comme la capitale politique du Tchad alors que Moundou serait la capitale économique. Cela est principalement dû au fait que Moundou est le centre cotonnier du pays et que les régions du Logone oriental et Logone occidental entourant Moundou sont les principales zones pétrolifères. D'autres industries sont implantées à Moundou mais N’Djamena retrouve peu à peu son statut de capitale économique du pays notamment de par sa forte croissance démographique, le déclin du secteur cotonnier au Tchad, la proximité de la frontière camerounaise stimulant les échanges et l'achèvement de la raffinerie de Djermaya. D'autre part, l'essor progressif de l'économie tchadienne est principalement visible à N’Djamena qui timidement se modernise.
Selon une étude mesurant le coût de la vie pour les expatriés dans les villes du monde entier publiée par le groupe de consultants américain Mercer en 2011, N’Djamena est la troisième ville la plus chère du monde. Elle souffre, comme d'autres villes africaines, du manque de logements aux normes attendues par les expatriés occidentaux.
La ville compte plusieurs marchés :
- le marché central
- le marché Dembé, baptisé par certains marché chrétien en opposition au marché central dit musulman.
- le marché a mil
- le marché d'Adalah dans le 7e arrondissement
- le marché Al Afia
- le marché du Diguel
- le marché de mouton de Diguel
- le marché du bétail de Diguel Zafaye

## Éducation
N’Djamena abrite plus de soixante-dix établissements scolaires et universitaires.

### Universités
- Université de N'Djaména (publique), créée en 1970 ;
- Université de Moundou (publique) ;
- Université de Sarh (publique) ;
- Université des sciences et de technologie d'Ati (publique) ;
- Université Adam Barka d'Abéché (publique) ;

- Université Roi-Fayçal de N'Djaména[9] (privée islamique) ;
- Université HEC-TCHAD : Hautes Études économiques, comptables, commerciales et communication du Tchad (privée), créée en 2004 ;
- Université Emi Koussi (privée) ;
- Université (ISPF) : Institut supérieur polytechnique  « La Francophonie » (privée) ;
- Université Saint Charles Lwanga (publique), créée en 2018 ;
- Université de Yaoundé II : École supérieure de sciences de gestion Pierre Elliott Trudeau (privée).
- Faculté de Médecine et école de santé, Hôpital universitaire Le Bon Samaritain Walia (privé)

### Écoles supérieures
- INSTA : Institut national des sciences et techniques d'Abéché (public) ;
- ISSED : Institut supérieur des sciences de l'éducation (public) ;
- CFPP : Centre de formation professionnelle et de perfectionnement de la Chambre de commerce (privée)
- ISG : Institut supérieur de gestion (privée) ;
- ENA : École nationale d'administration (public) ;
- IEP : Institut évangélique polytechnique (privée) ;
- EIE : École supérieure d'électronique et d'informatique (privée) ;
- ENASS : École nationale des sciences infirmières et sociales (public) ;
- INJS : Institut supérieur de la jeunesse et des sports (public) ;
- ENS N'Djam : École normale supérieure de N'Djaména (public) ;
- ENSB : École normale supérieure de Bongor (public)
- ISP : Institut supérieur polytechnique (privée) ;
- ENASTIC : École nationale supérieure des technologies de l'information et de la communication (public) ;
- ENTP : École nationale supérieure des travaux publics de N'Djaména (public) ;
- ISTAP : Institut supérieur des techniques appliquées ;
- CTAP : Centre technique d'apprentissage et de perfectionnement (privée) ;
- ESIG : École supérieure d'informatique appliquée à la gestion ;
- Sup' Management : École supérieure de management (privée) ;
- IPNT : Institut polytechnique de nouvelles technologies (privée) ;
- ISFOP : Institut supérieur de formation professionnelle (privée) ;
- ISTD : Institut supérieur de science de technologie et du développement (AVD) privée ;
- ISAAT : Institut des sciences et de la santé et de l'assainissement (Toumai) privée.

## Culture

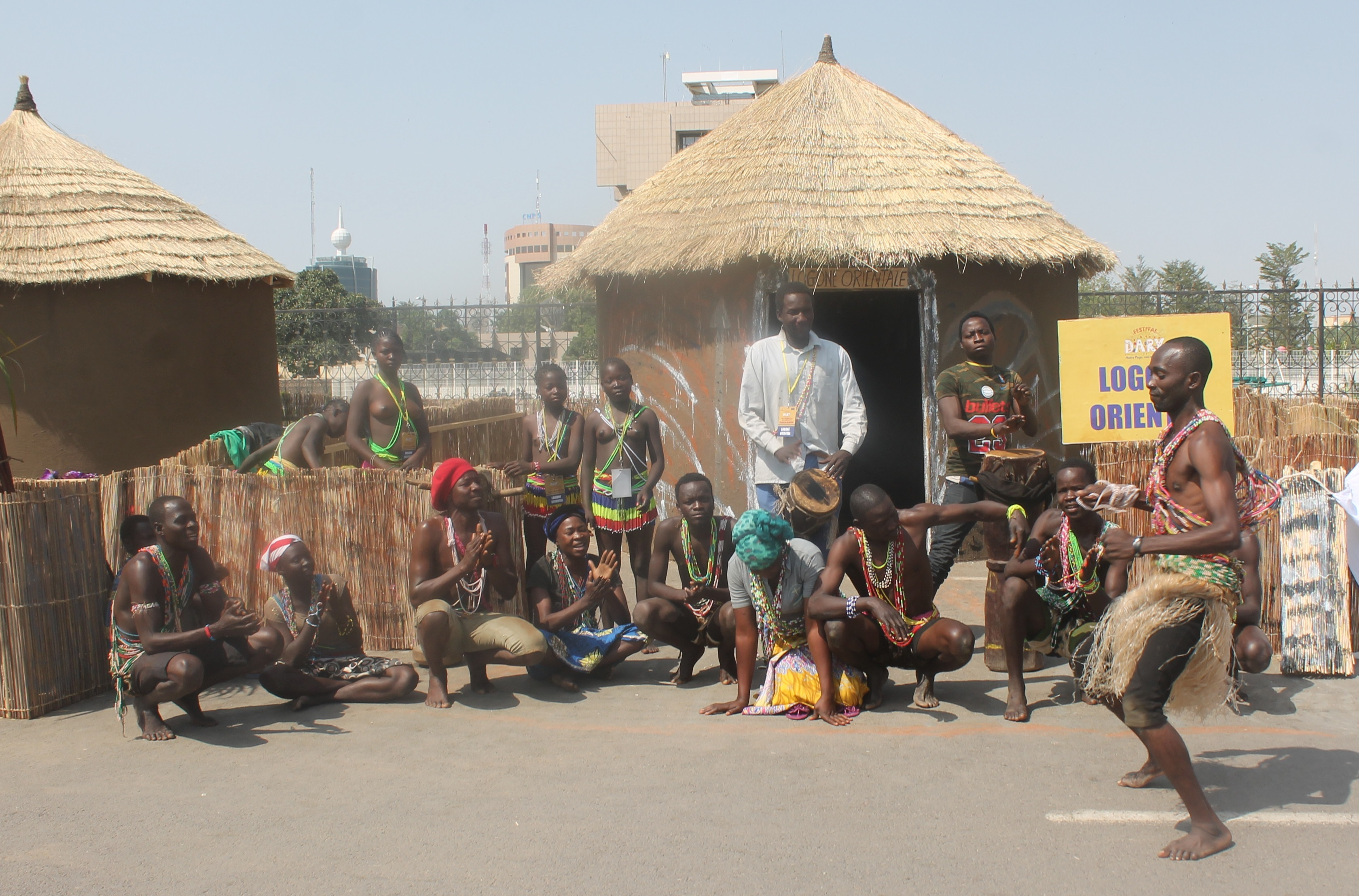
Danse traditionnelle lors du festival Dary 2018-2019.

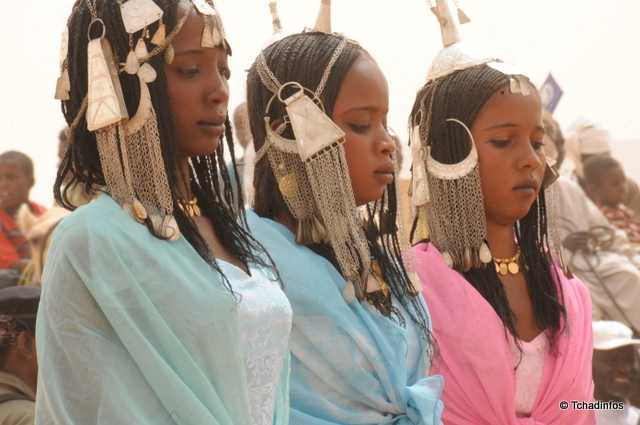
danse de la communauté Goran, 2015

- Musée national du Tchad
- Le Jardin scientifique de N'Djamena. Jardin public relevant du Ministère de l'enseignement supérieur et de la recherche scientifique.
- Markaz-al-Nour[11] ;
- Centre de culture évangélique (CCE) ;
- Institut français du Tchad (ex Centre culturel français: CCF) ;
- Centre Al Mouna ;
- Marka's Al-Nour
- Centre culturel Baba Moustapha ;
- Centre Don Bosco ;
- Centre Emmanuel ;
- Centre Oasis ;
- Centre catholique universitaire (CCU) ;
- Centre culturel libyen ;
- Centre de formation Almadina Al-Mounawara (français) ;
- Centre Culturel Loyola;
- Centre la maison du quartier de chagoua;
- Centre la maison du quartier de walia;
- Centre la maison du quartier de Ndjari
- Centre Noun.

## Lieux de culte

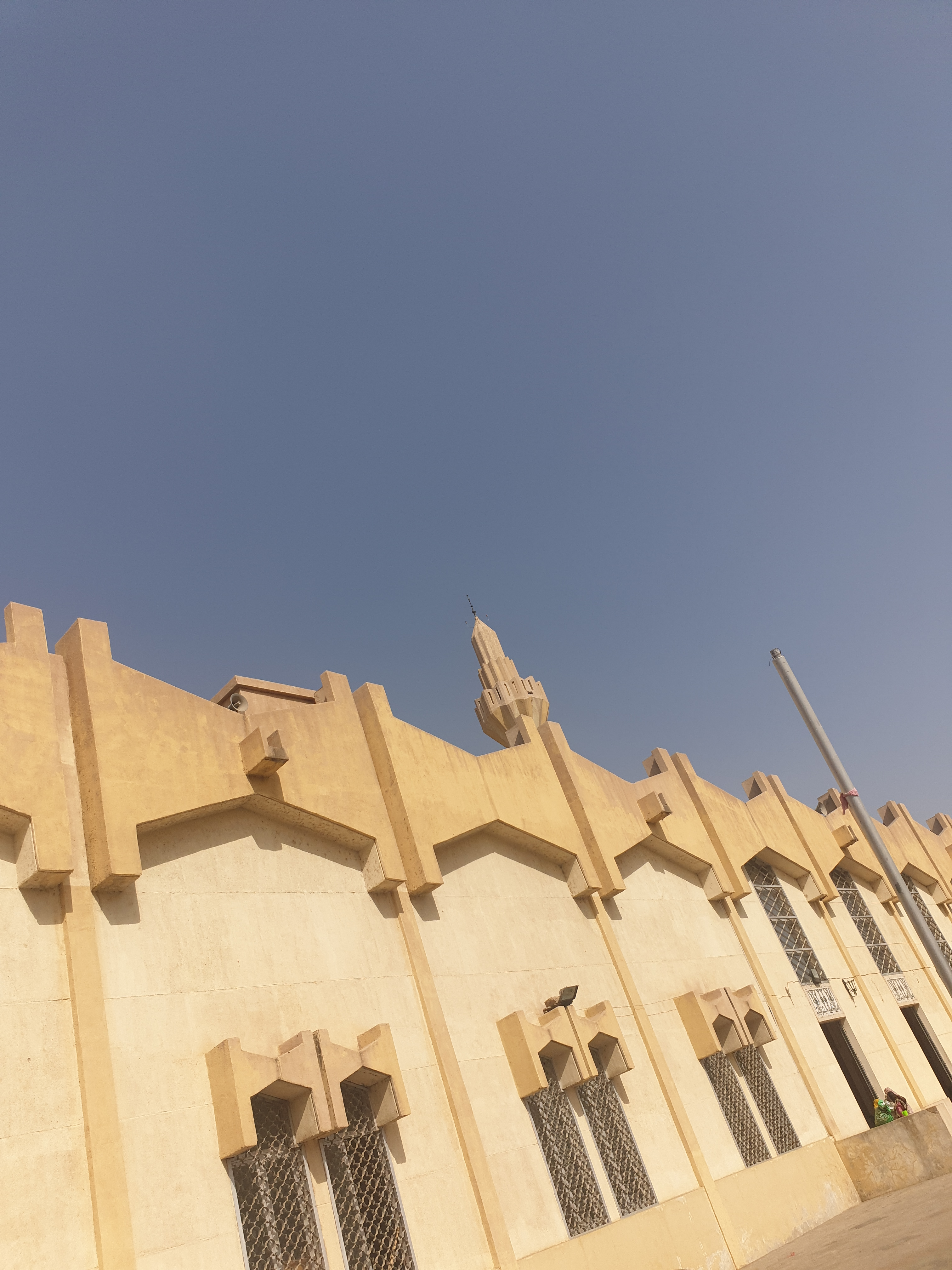
Vue du Mosquée Roi Faycal de N'Djamèna, 2022

Parmi les lieux de culte, il y a principalement des mosquées musulmanes. Il y a aussi des églises et des temples chrétiens : Archidiocèse de N'Djamena (Église catholique), Église Évangélique au Tchad, Assemblées chrétiennes au Tchad, EGLISE Évangélique Des Nations "EEDEN", (Assemblées de Frères).

## Santé
Les hôpitaux suivants se trouvent à N'Djamena :
- Hôpital général de référence nationale.
- Hôpital de la Renaissance
- Hôpital de l'Amitié Tchad-Chine
- Hôpital de la mère et de l'enfant du Tchad.
- Hôpital de Goz Attor.
- Hôpital Universitaire Le Bon Samaritain (Walia)

## Maires
N’Djamena bénéficie d'un statut particulier défini par la loi no 009/PR/05 du 15 juillet 2005.
Liste des administrateurs :
Maires (nommés selon le journal Échos de la commune no 012/07/2000) :
1. Gabriel Lisette (1956-1961) ;
2. Jean Baptiste (en 1961) ;
3. Toura gaba (1961-1962) ;
4. Barka Mahamat Scoa (1962-1963) ;
5. Mohamed Bechir Sow (1963-1965) ;
6. Mahamat Yakouma (1965-1971) ;
7. Morbaye Jacques (1971-1972) ;
8. Mahamat Djarma Khatir[13] (1972-1975) ;
9. Mahamat Djibert (1975-1980) ;
10. Hassana Abdoulaye (1980-1981) ;
11. Hassane Filedjé (1981-1982) ;
12. Mahamat Djibert (1982-1986) ;
13. Bachar Abdoulaye (1986-1989) ;
14. Ali Salim (1989-1991) ;
15. Lol Mahamat Choua (1991-1992)
16. Djibrine Hisseine Grinky (1992-1993) ;
17. Abderhaman Moussa (1993-1996) ;
18. Ali Haroun ;
19. Dago Yacouba ;
20. Simon Béasngar ;
21. Adoudou Adil Artine (2006-2007) ;
22. Mahamat Zen Bada Abbas (3 mai 2007-janvier 2010) ;
23. Marie-Thérèse Mbailemdana (à partir du 28 janvier 2010) ;
24. Issa Adjideï (intérim de Marie-Thérèse Mbailemdana) de 2011 à 2012
25. Ali Haroun
26. Mariam Djimet Ibet.
27. Bartchiret Fatime-Zara Douga
28. Sénoussi Hassana Abdoulaye (à partir du Février 2025)

Liste des maires élus :
1. Djimet Ibet (2012) ;
2. Saleh Abdelaziz Damane, élu en 2012, suspendu en 2014[14].
3. Hadje Itir ;
4. Ali Haroun (2014-2016)[15] ;
5. Mariam Djimet Ibet, née Attahir Mainta (à partir du 7 novembre 2016)[16].
6. Saleh Abdel Aziz Damane, réélu en 2018, suspendu en 2020 et remplacé par Oumar Boukar[17],[14]
7. Oumar Boukar, premier adjoint, prend le poste de maire après la suspension de Saleh Abdelaziz Damane (2020)[14]
8. Ibrahim Wang Laouna Foullah (décembre 2020-avril 2021)[18]
9. Ali Haroun (Avril 2021-Janvier 2023)[15]
10. Bartchiret Fatime-Zara Douga (Janvier 2023-février 2025)[19]
11. Sénoussi Hassana Abdoulaye (depuis février 2025)[1]

Liste des délégués généraux du gouvernement :
- 15 septembre 2008 - juillet 2012 : Hassan Abdoulaye[20] ;
- Juillet 2012 - mars 2013 : Issa Adjideï ;
- Depuis mars 2013 : Haoua Outman Djamé;
- Dago Yacouba.

## Politique
Liste des députés[Quand ?] :
- Nassour Guelendouksia Ouaïddou ;
- Fandéo Klong Ma Djongwé ;
- Yorongar N'garledji Lemoiban ;
- Fati Douga (2e arrondissement) ;
- Mme Derssou née Kalbanssou de Bongor ;
- Dangbayaola Hapkreo ;
- Ali Golor ;
- Albachar Issa Tahir de Gama;
- Nouracham Ramadane de Bokoro;
- Abdoulaye Achene Idjal ;
- Kaguer Darabo ;
- Moussa Dassidi ;
- Saleh Kebzabo ;
- Jean Alingué Bawoyeu ;
- Mersilé Atti Mahamat (RPR LINGUI) (ex. : 3e) ;
- Béral Mbaïkoubou (6e arrondissement de N’Djamena) ;
- Brahim Bichara (2e arrondissement) ;
- Abba Djidda Mamar ;
- Mahamat Oumar Malloum (5e arrondissement) ;
- M. Kourtou (8e arrondissement) ;
- M. ousmane cherif (2e arrondissement) ;
- Abdoulaye Choua (8e arrondissement de N'Djaména)
- Ousman Awadal Kerim (4e arrondissement de N'Djaména)

## Personnalités nées à N'Djaména
- Mahamat Idriss Déby (1984) officier militaire et homme d'État tchadien, président de la république du Tchad depuis le 20 avril 2021
- Sénoussi Hassana Abdoulaye (1984) maire de la ville N'Djaména

## Galerie de photos
Certaines des photographies suivantes ne sont pas datées mais elles sont prises probablement dans les années 1960.

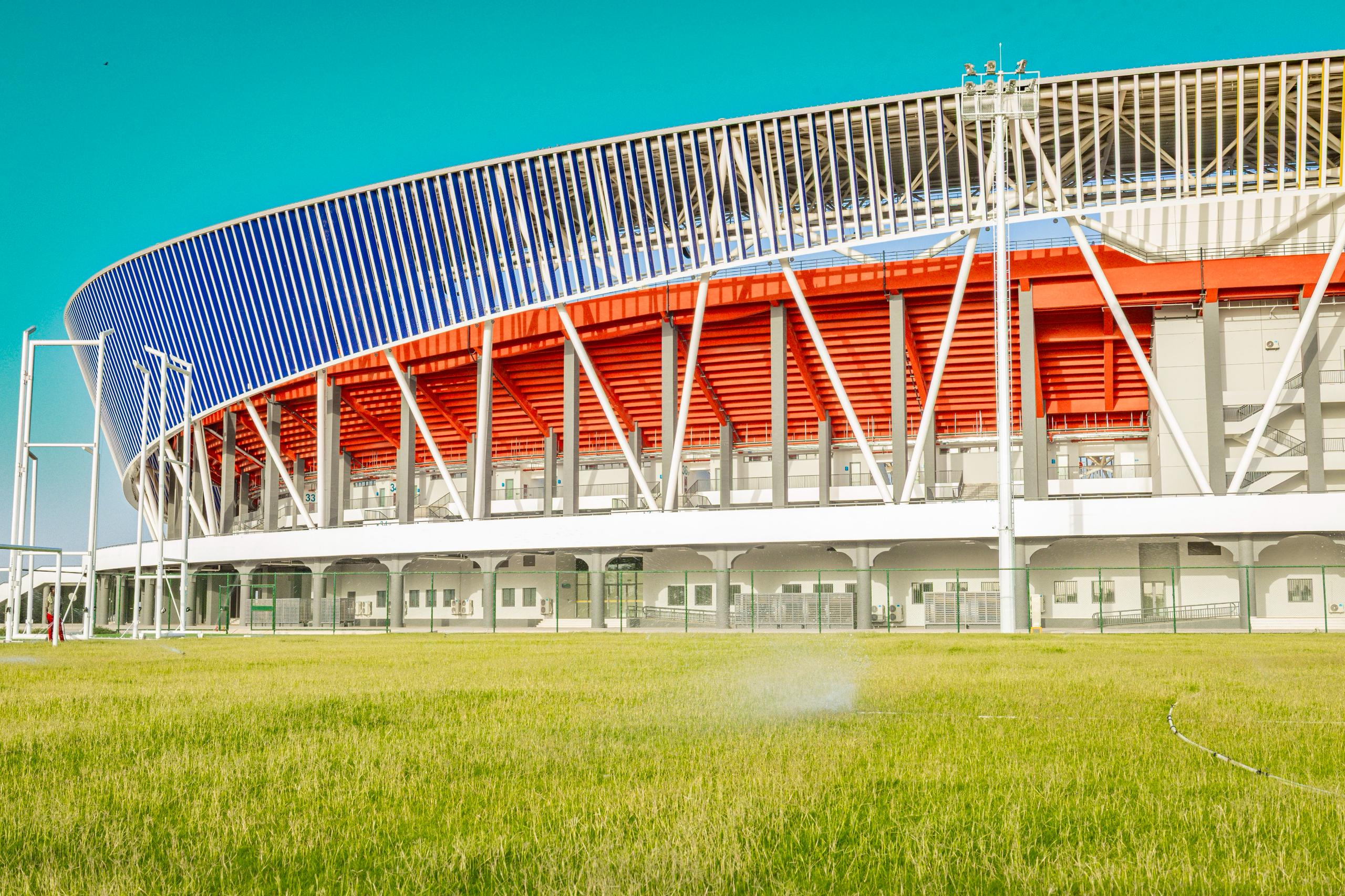
Le stade Olympique Maréchal Idriss Déby Itno en mai 2025.
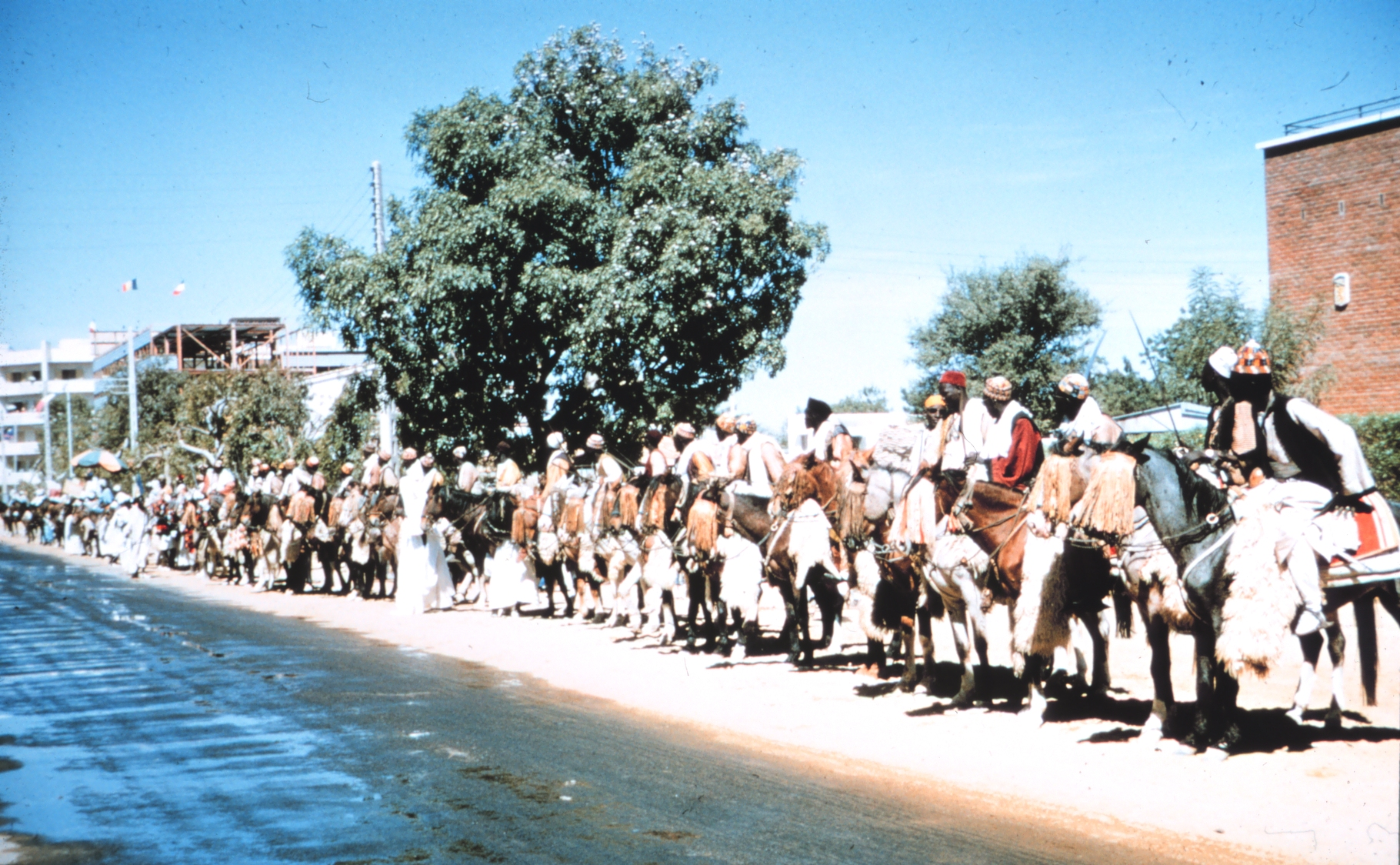
Cavaliers à N'Djaména.
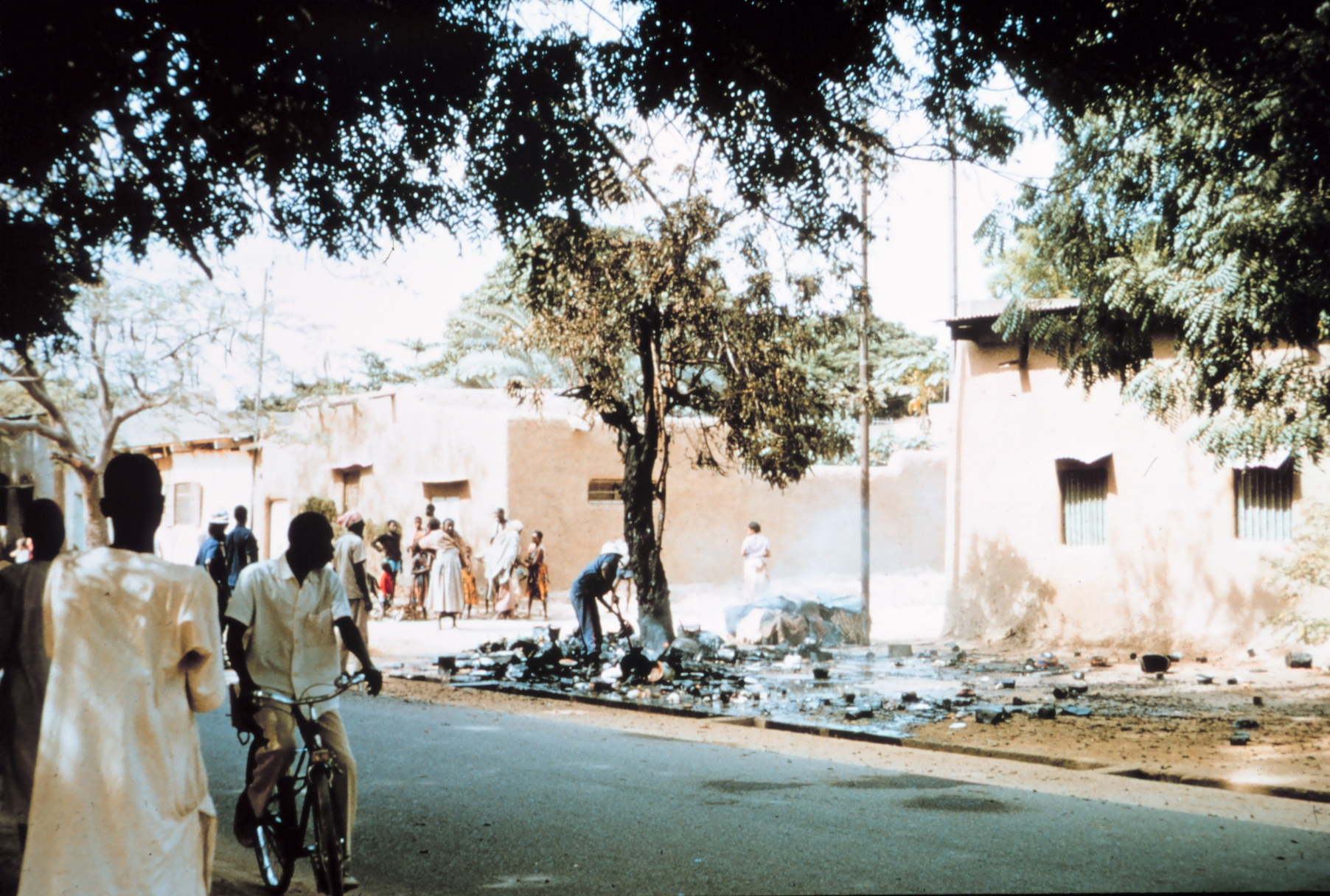
Rue de N'Djaména.
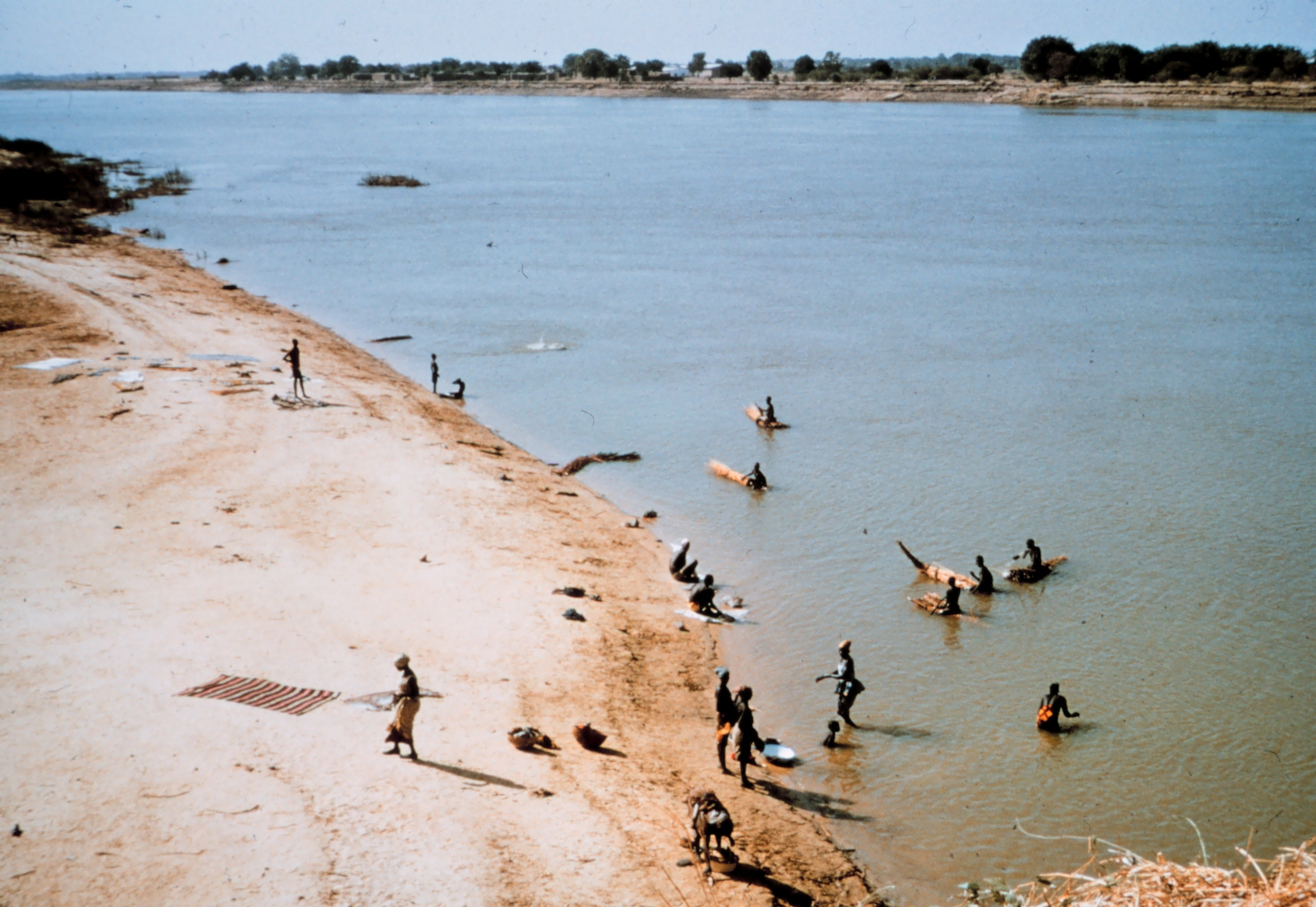
Plage de la rivière Chari à N'Djaména.
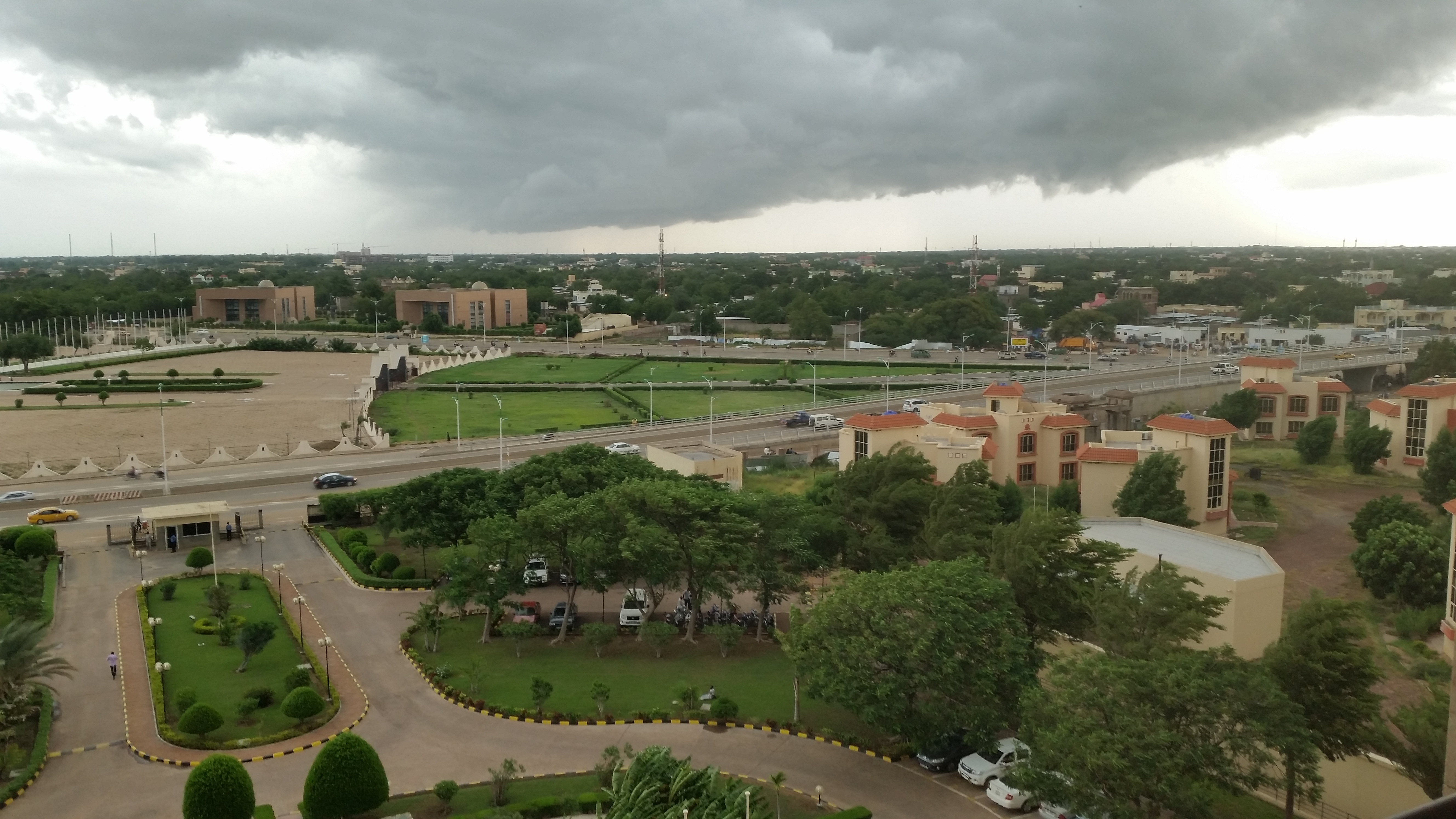
Vue sur N'Djamena depuis l'hôtel Kempinski
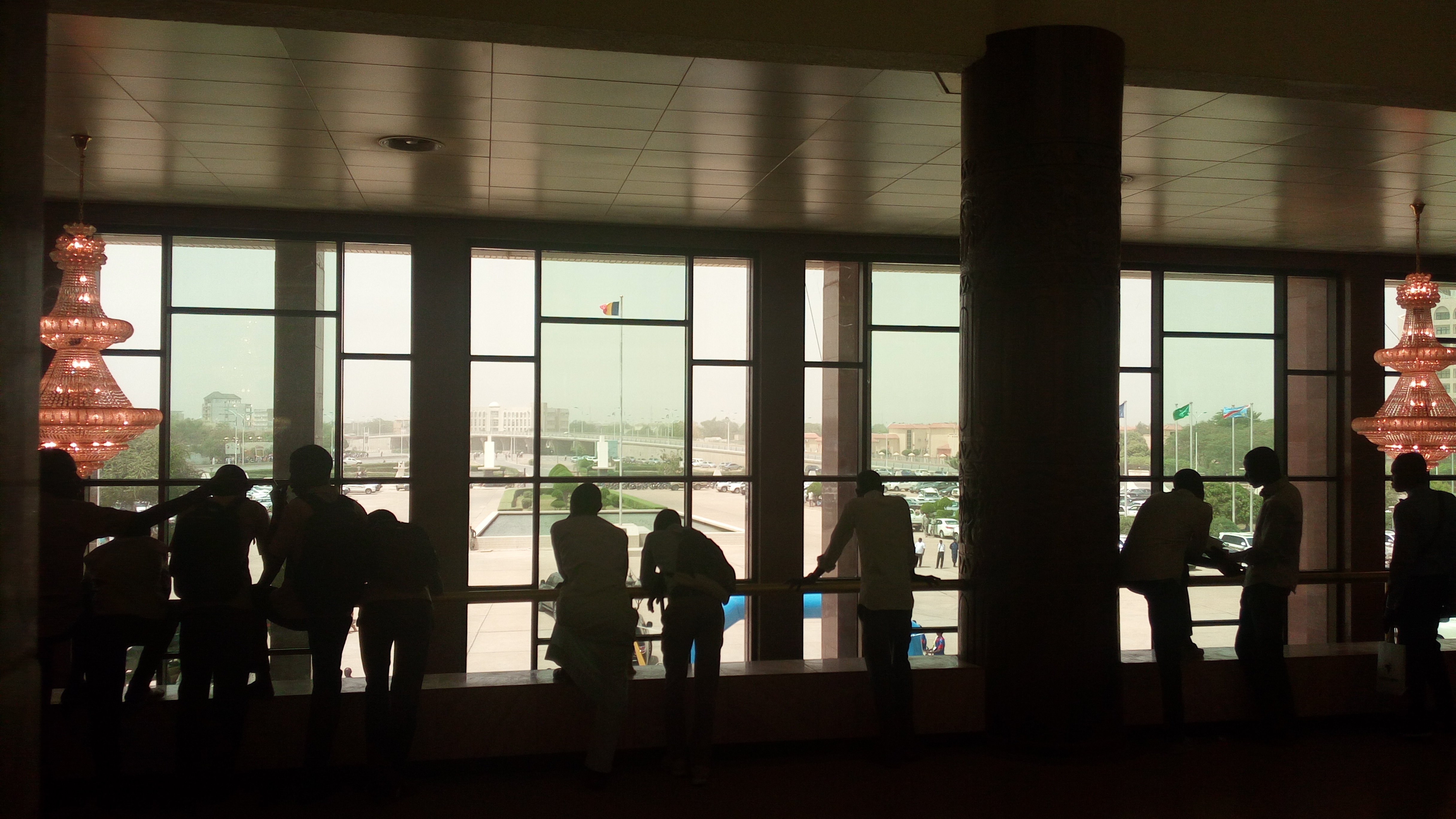
Vue sur le rond-point du palais du 15 janvier
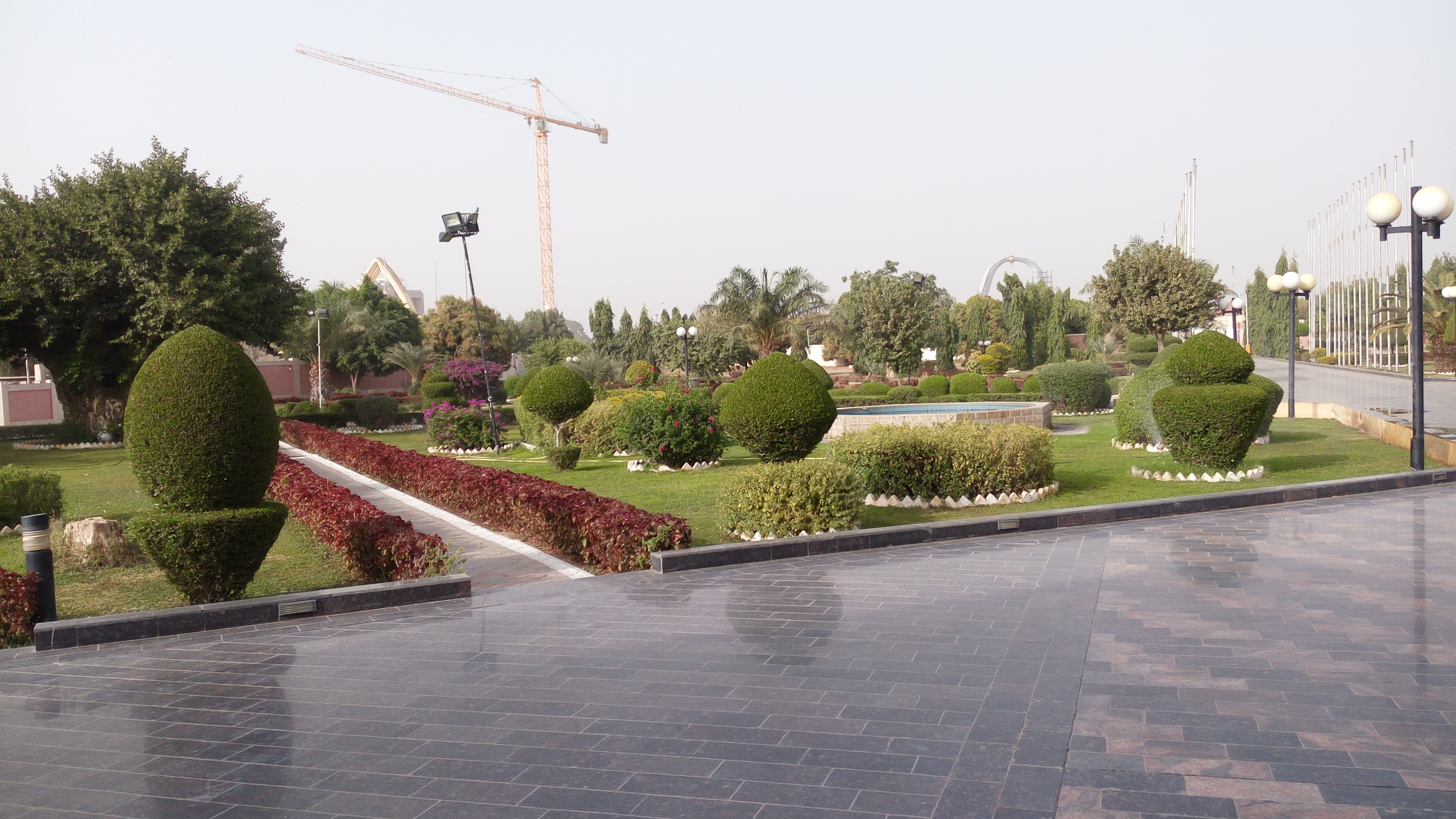
Une photo de la cour du palais présidentiel
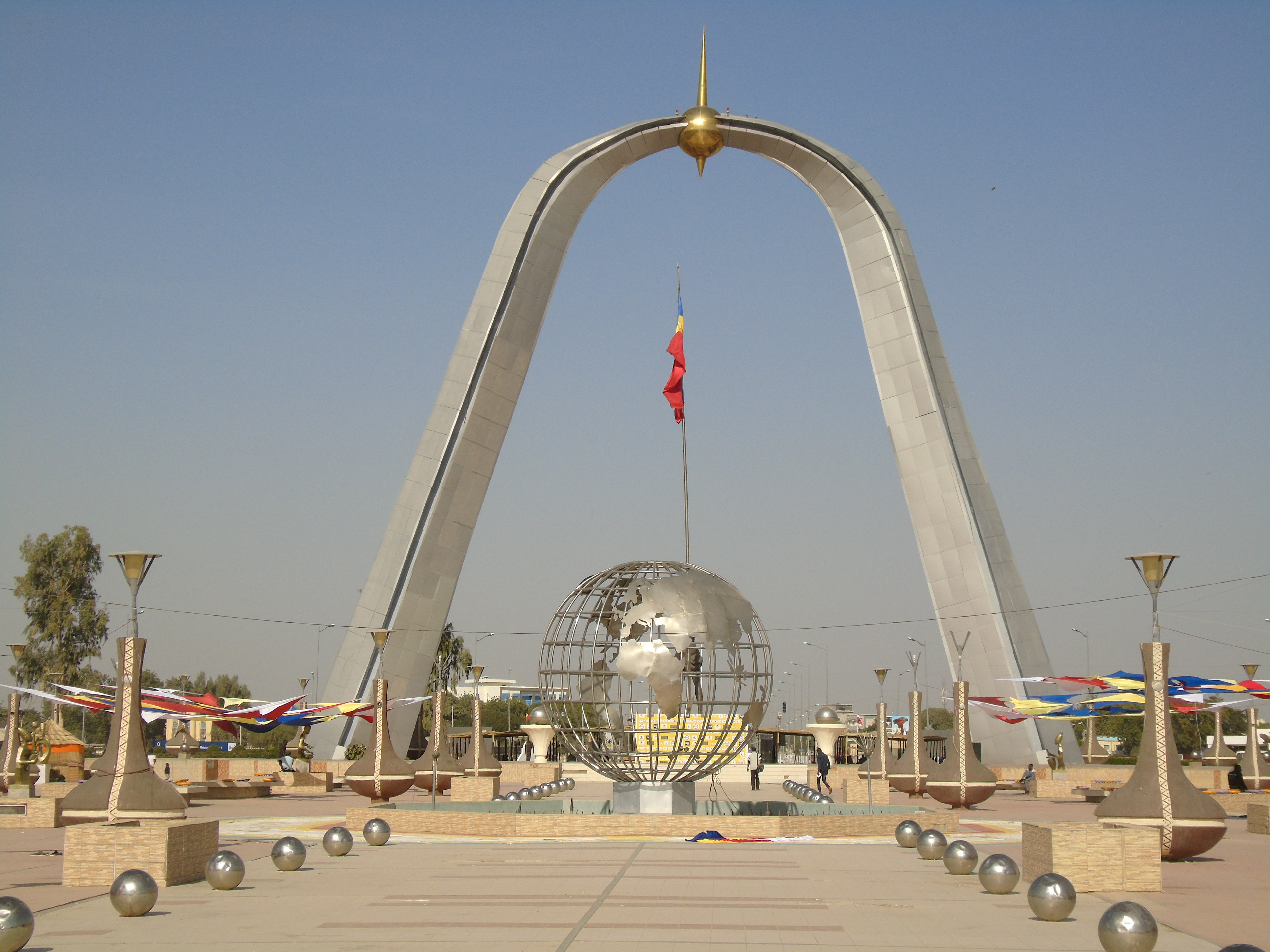
Place de la nation du Tchad

## Jumelage et accords de coopération
- Toulouse (France) depuis 1988 (accords de coopération)[21] ;
- Marseille (France) depuis 1989 (accords de coopération)[22].

## Personnalités liées à la ville
- Nicolas de Glos (1911-1976), résistant et religieux français, Compagnon de la Libération.
- Mahamat Labbo (1988-), footballeur tchadien.
- Fatimé Kimto (-2015), femme politique tchadienne, y est morte.